# Aeroportul Corowa
Aeroportul Corowa (IATA: CWW, ICAO: YCOR) este un aeroport din Corowa⁠(d), Noul Wales de Sud, Australia. A fost numit după Corowa⁠(d).
Situat la o altitudine de 137 m, aeroportul dispune de o singură pistă. Este operat de Federation Council⁠(d).